# St. Petrus und Paulus (Petzenhausen)

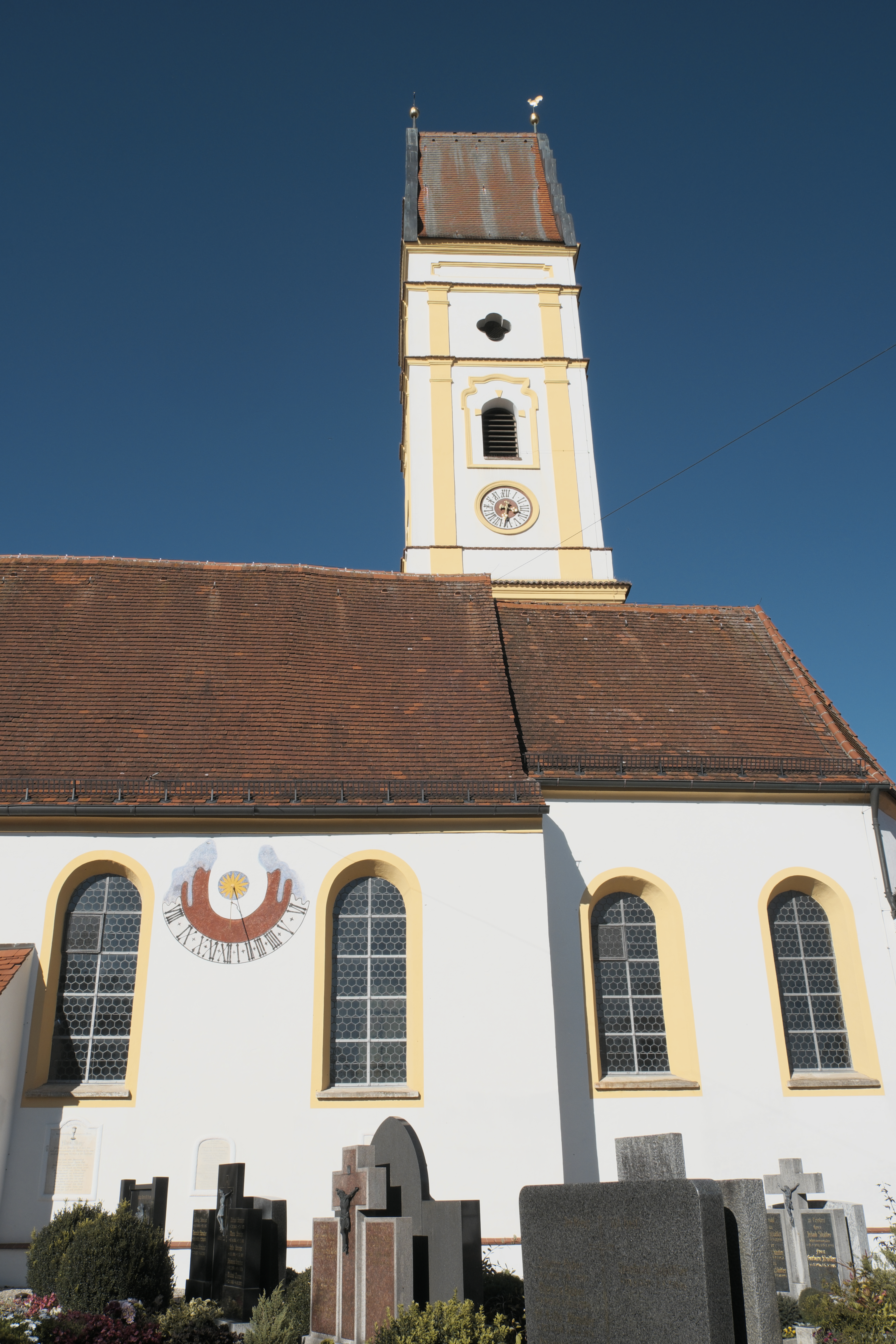
Pfarrkirche St. Petrus und Paulus

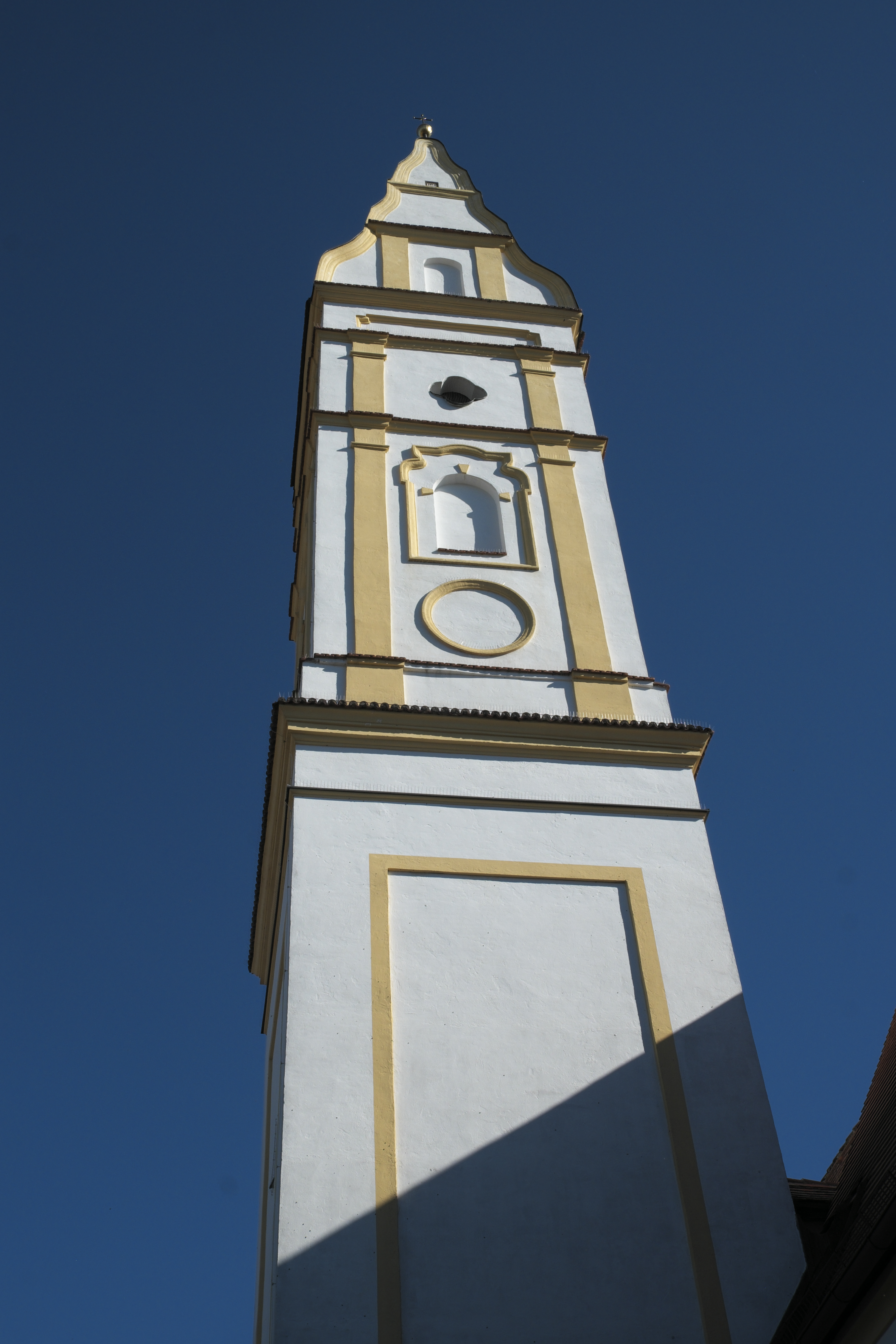
Glockenturm

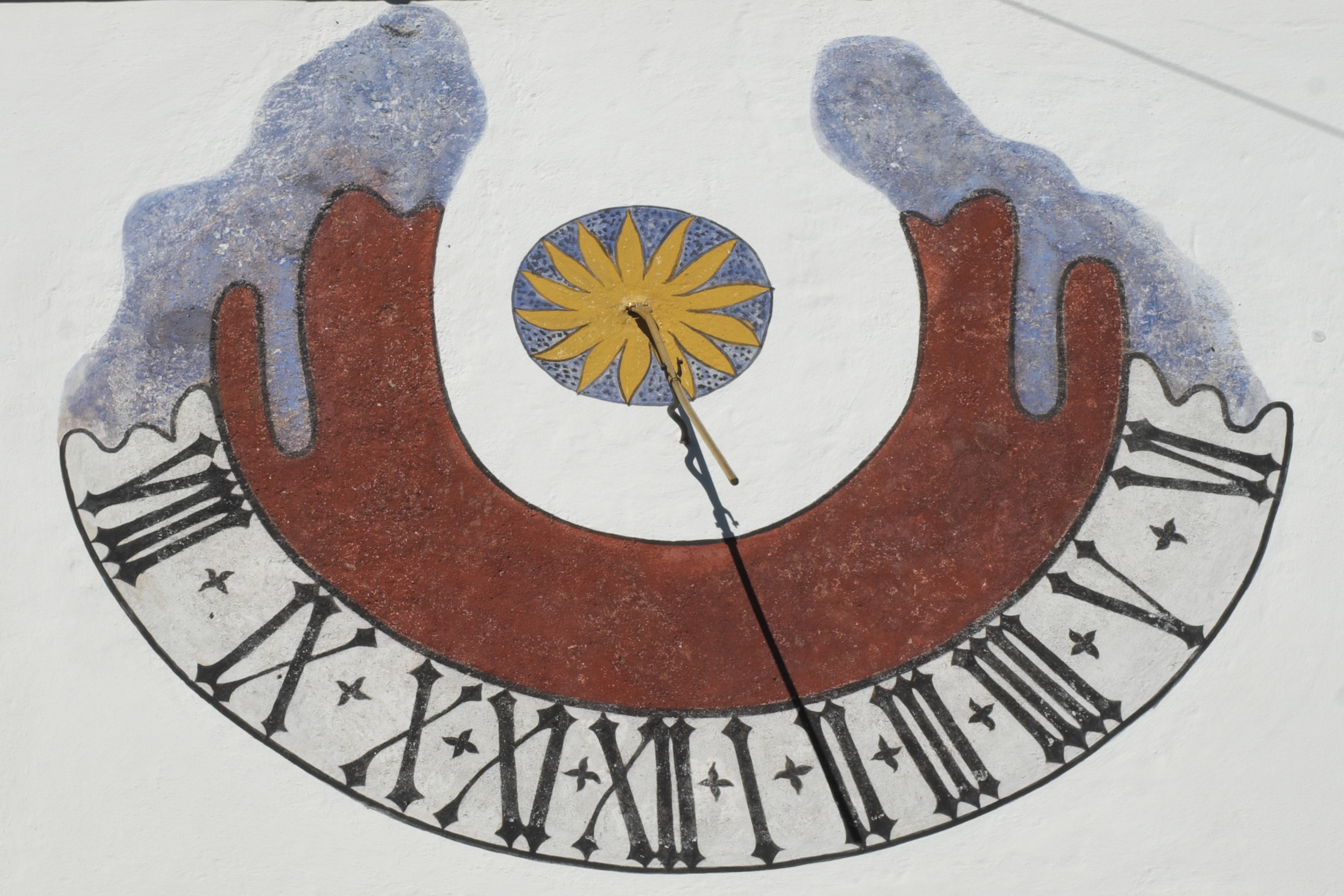
Sonnenuhr

Die katholische Pfarrkirche St. Petrus und Paulus in Petzenhausen, einem Ortsteil von Weil im oberbayerischen Landkreis Landsberg am Lech, ist im Kern ein spätgotischer Bau, der in der Mitte des 18. Jahrhunderts im Stil des Rokoko umgestaltet wurde. Die Kirche gehört zu den geschützten Baudenkmälern in Bayern.

## Geschichte
Bereits für das Jahr 1149 ist die Pfarrei Petzenhausen, die dem Benediktinerkloster Wessobrunn abgabepflichtig war, belegt. Die heutige Kirche mit ihrem ummauerten Friedhof stammt aus spätgotischer Zeit, worauf noch im Kern vorhandenes Mauerwerk hinweist. Nach der Zerstörung des vorherigen, aus Holz errichteten Turmaufbaus, wurde 1725/26 durch den Wessobrunner Baumeister Joseph Schmuzer (1683–1752) der obere Teil des Turms erneuert. Zwischen 1748 und 1755 wurde die baufällig gewordene Kirche, ebenfalls zunächst unter der Leitung Joseph Schmuzers, umfassend renoviert. Der Stuckdekor wurde um 1750 von seinem Sohn Franz Xaver Schmuzer ausgeführt.

## Architektur

### Außenbau
Der von Schweifgiebeln bekrönte und einem Satteldach gedeckte Glockenturm im nördlichen Chorwinkel wird durch kräftige Gurtgesimse und Blendfelder gegliedert, im oberen Aufbau auch durch Pilaster. Die rundbogigen Klangarkaden sind von geschweiften Rahmen umgeben, darüber sind Vierpassöffnungen in die Wände eingeschnitten. Im Osten ist an den Chor die Sakristei angefügt. An der Südseite des Langhauses ist ein Vorzeichen mit Pultdach und Stichbogenportal angebaut. Der Türstock und das Türblatt sind mit Rokokoschnitzereien aus dem 18. Jahrhundert verziert. In die Außenmauer des südlichen Langhauses sind Epitaphien von Pfarrherren aus dem 19. Jahrhundert eingelassen.

### Innenraum

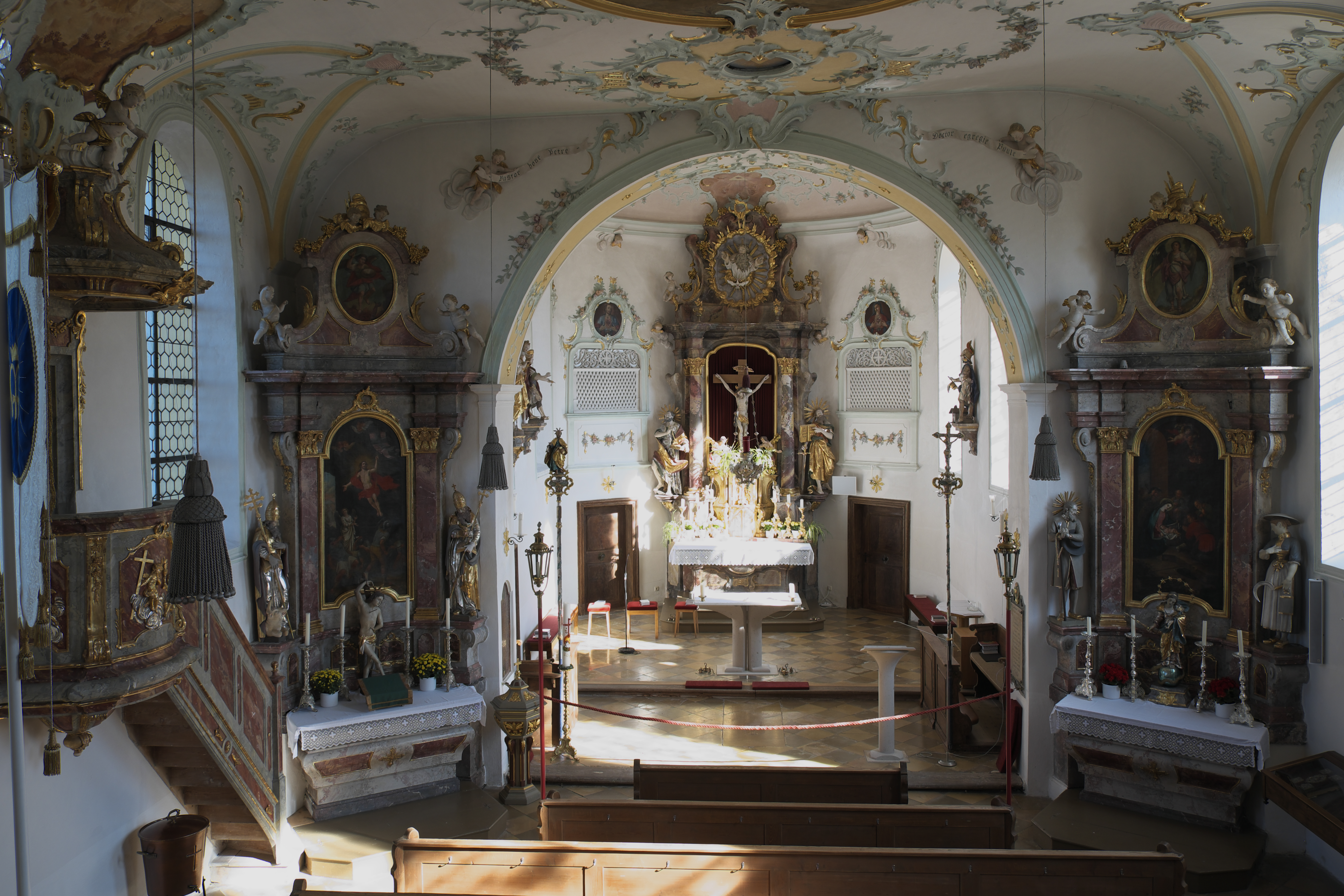
Innenraum

Das einschiffige Langhaus ist in drei Achsen gegliedert und wird von einer abgeflachten Stichkappentonne gedeckt. Zwischen den flachen, mit Rocaillekapitellen verzierten Doppelpilastern öffnen sich in den Langhauswänden hohe, von Faschen gerahmte Rundbogenfenster. Der eingezogene, innen halbrund geschlossene Chor weist zwei Fensterachsen auf und besitzt ein längsovales Spiegelgewölbe. Zu beiden Seiten des Hochaltars sind Oratorien mit darüberliegenden Stuckmedaillons eingeschnitten, auf denen links das Herz Mariens und rechts das Herz Jesu dargestellt ist. Den westlichen Abschluss des Langhauses bildet eine von gebauchten Säulen gestützte Doppelempore.

## Deckenfresken

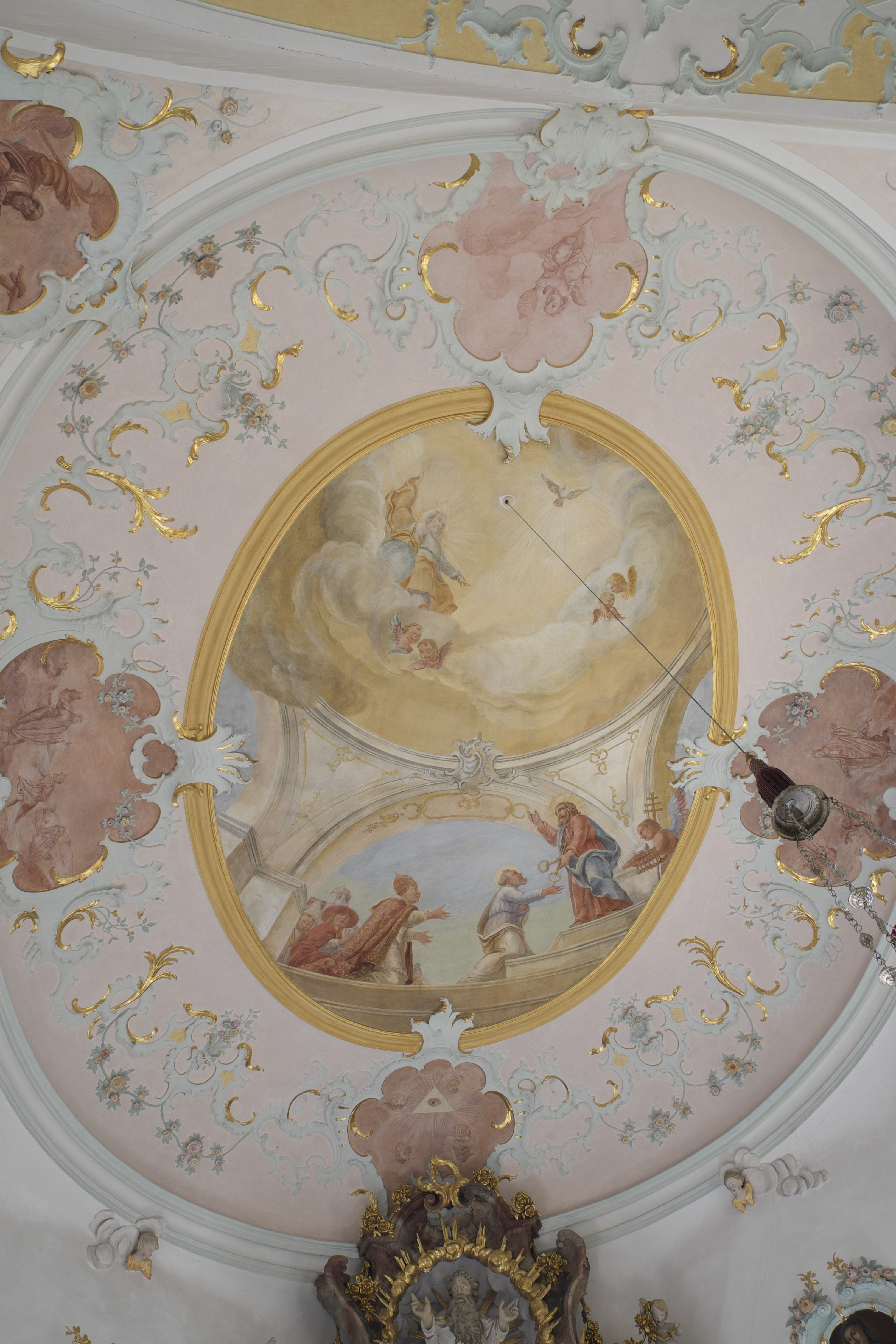
Chorfresko

Das 1820 von Sebastian Jaud ausgeführte Langhausfresko ist den beiden Kirchenpatronen, den Aposteln Petrus und Paulus, gewidmet und stellt ihr Martyrium dar. Das Deckenfresko im Chor stellt die Schlüsselübergabe an den Apostel Petrus dar. Es war 1820 von Sebastian Jaud übermalt worden und wurde 1932 wieder freigelegt. Wie die emblematischen Darstellungen im Chor und im Langhaus wurde es um 1760 von einem unbekannten Künstler geschaffen. Auf den kleineren emblematischen Bildern im Chor sind zwei Szenen aus dem Leben des Apostels Petrus dargestellt, seine Berufung als Menschenfischer und sein Zweifel, als Jesus über das Wasser wandelt, sowie Johannes der Täufer und Moses mit der ehernen Schlange. Die emblematischen Darstellungen im Langhaus beziehen sich auf den Apostel Petrus als Fels der Kirche.

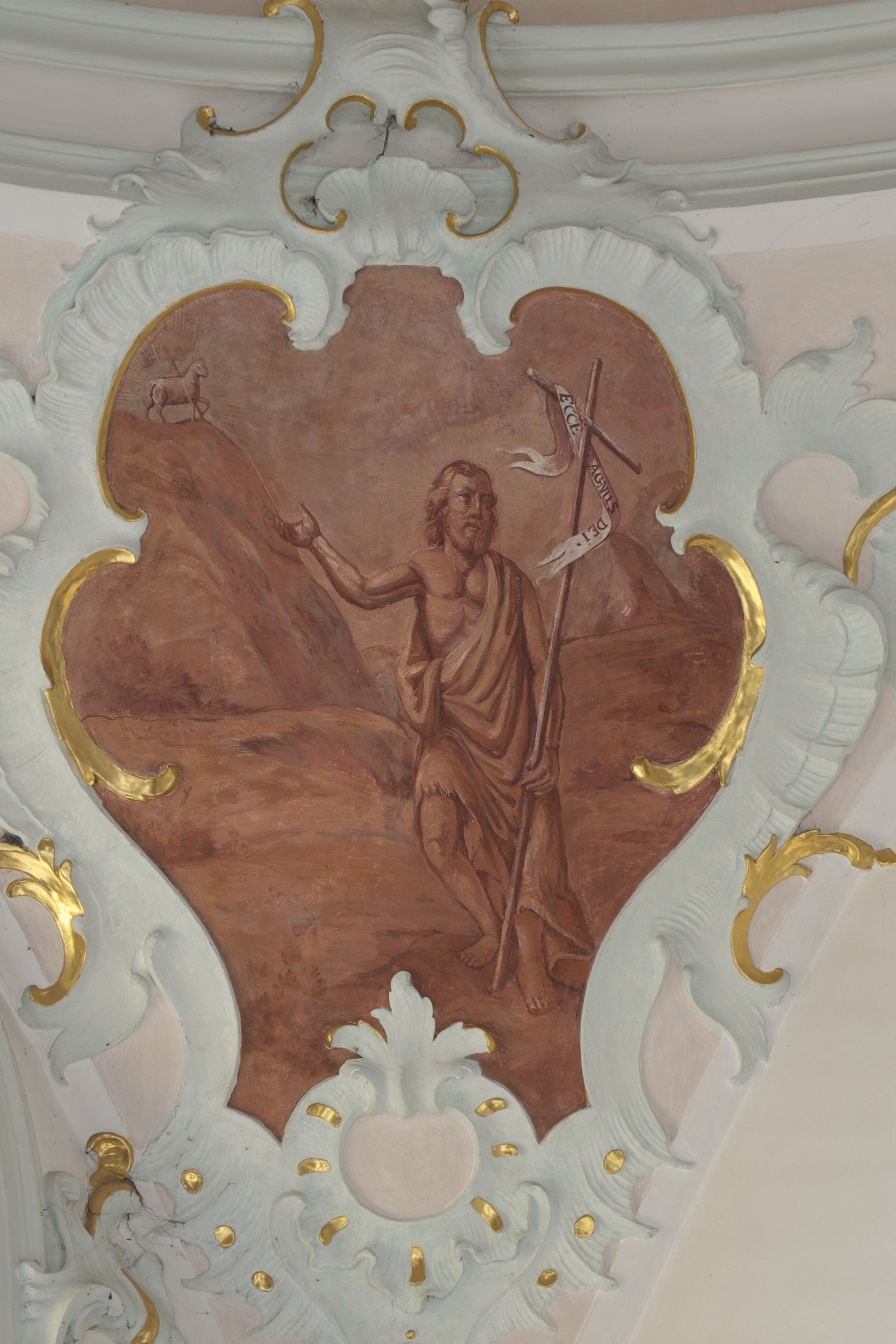
Johannes der Täufer
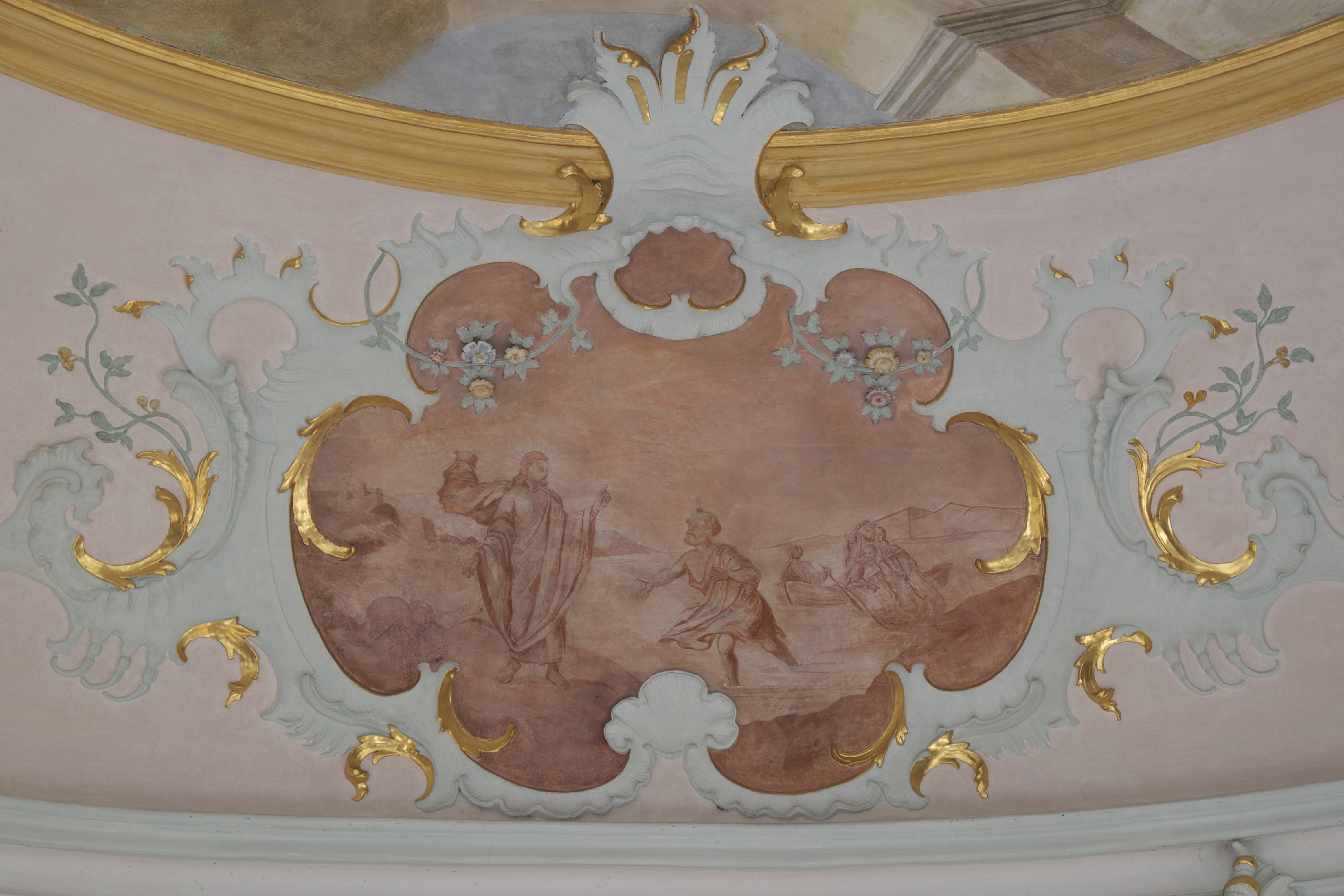
Berufung des Apostels Petrus als Menschenfischer
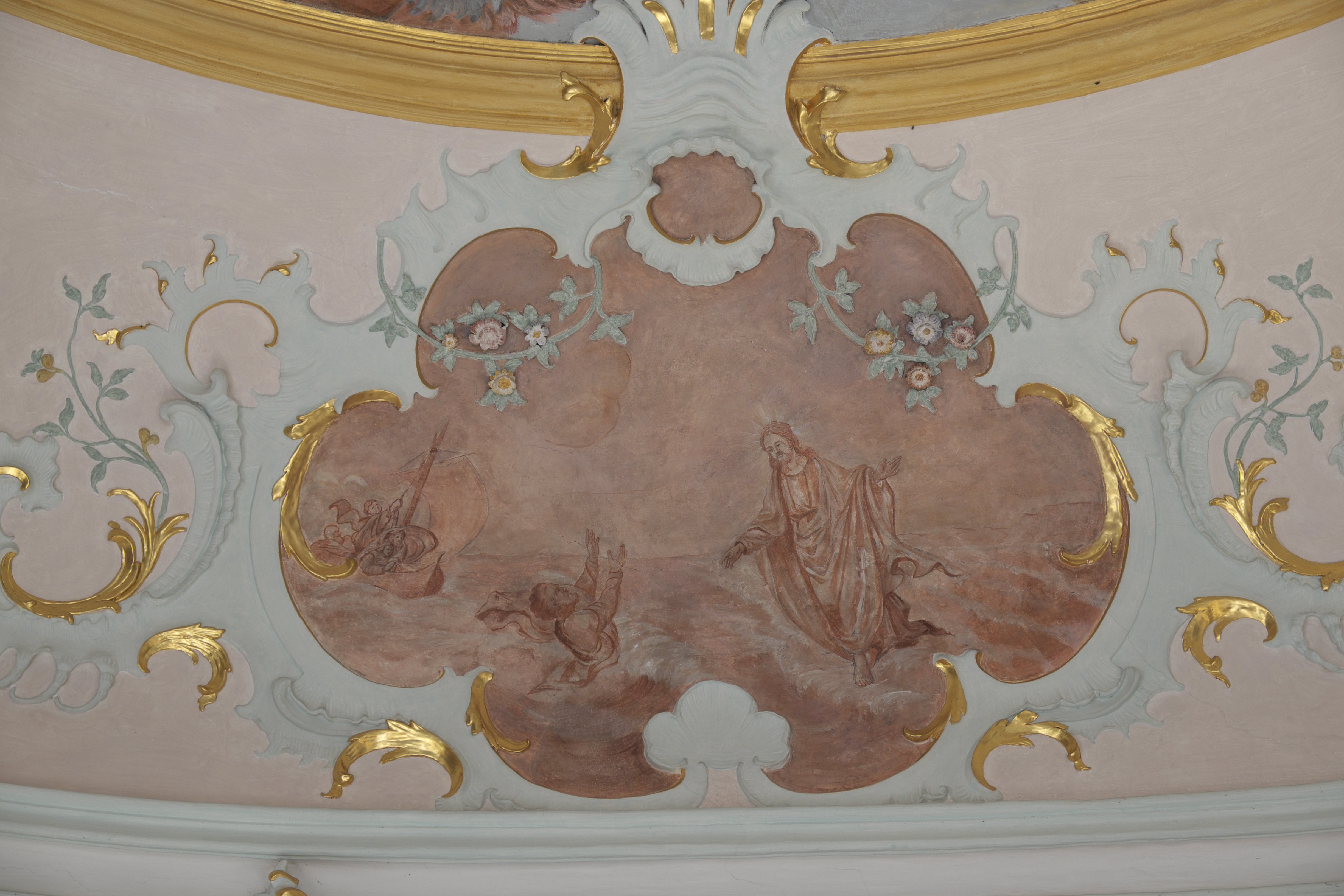
Jesus wandelt über das Wasser

## Stuck

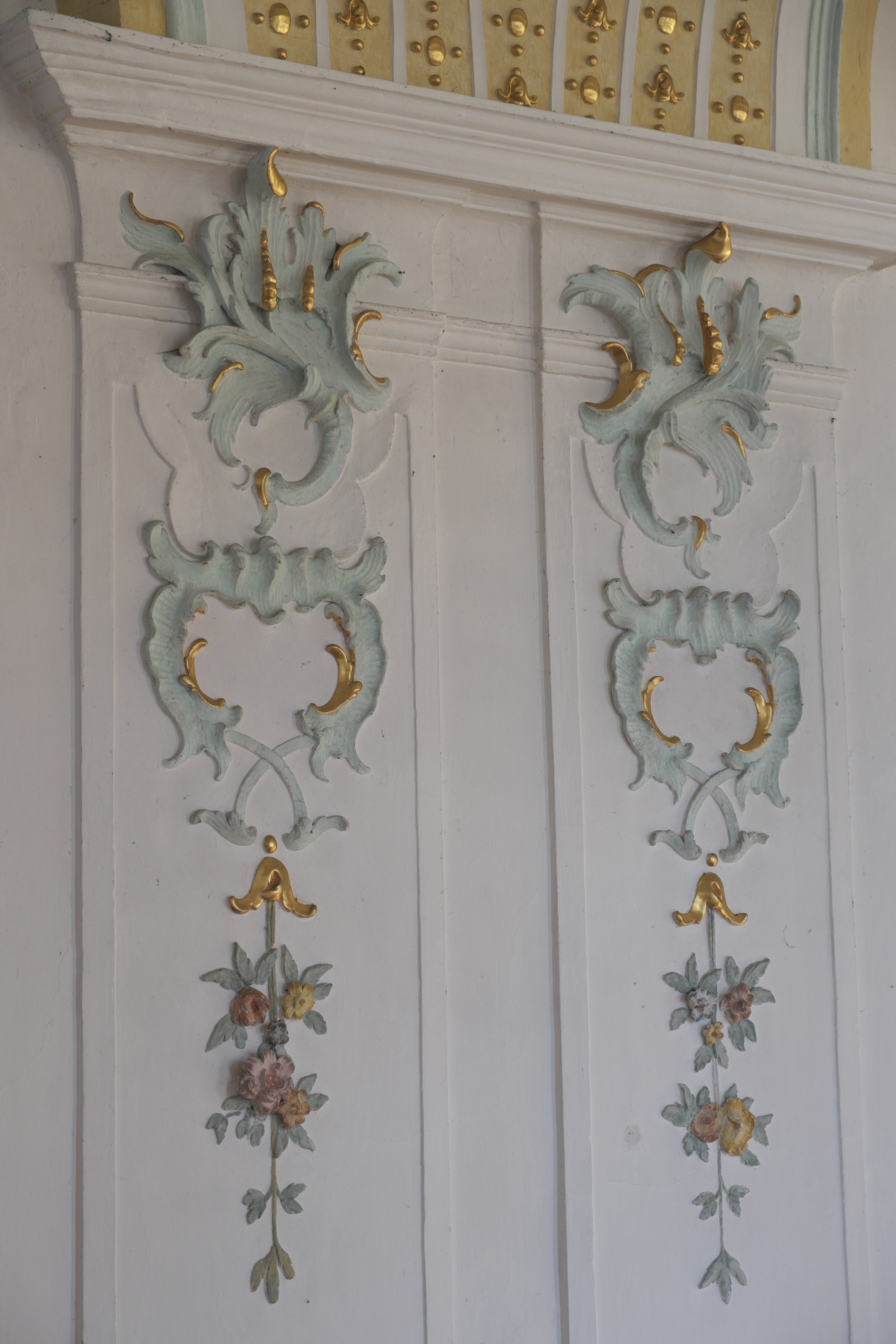
Pilaster

Der feine Rokokostuck von Franz Xaver Schmuzer besteht vor allem aus Rocailleformen und Festons. Die hellgrauen, stellenweise vergoldeten Stuckornamente sind meist auf hellrosa, teilweise auch auf gelbem Untergrund angebracht.

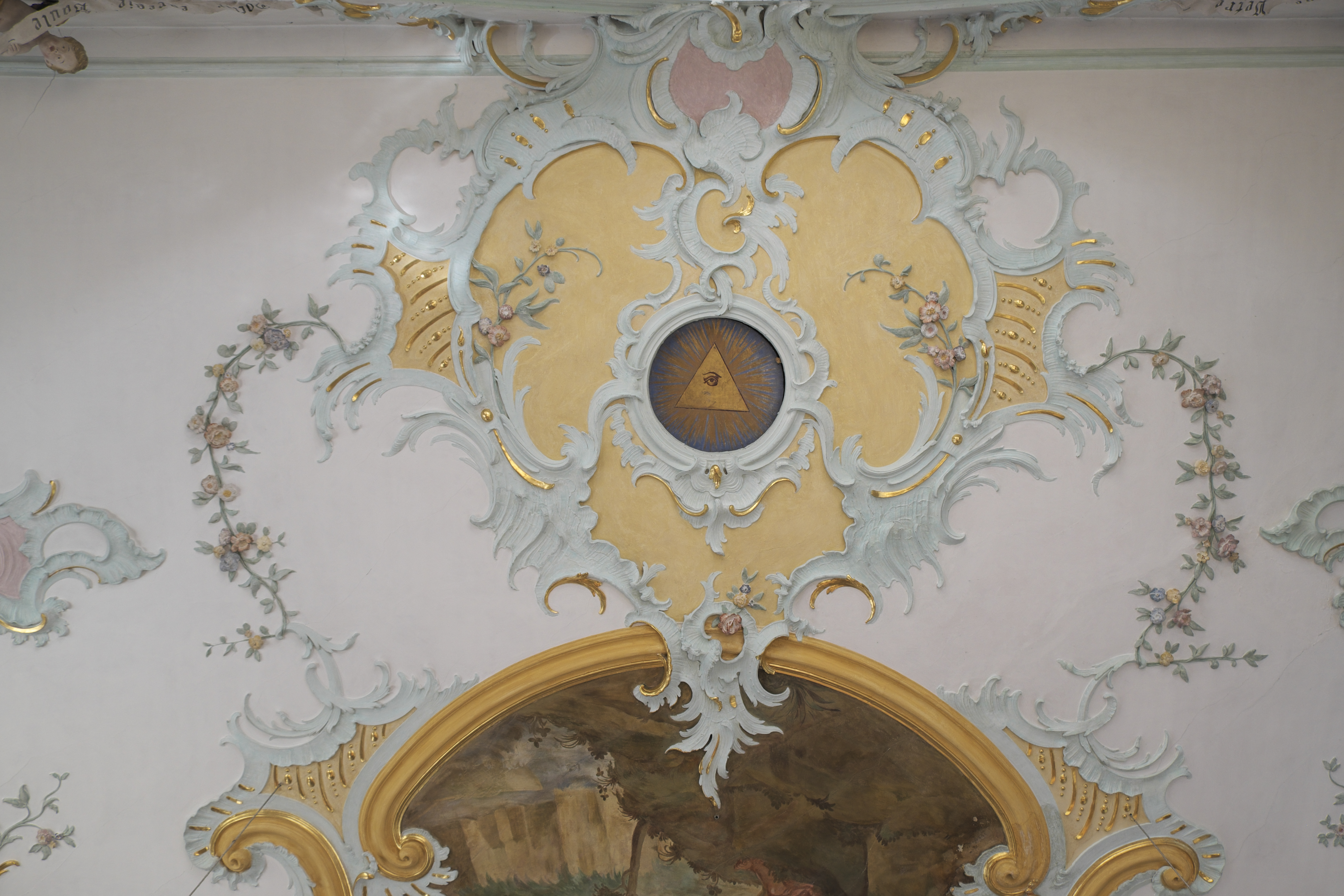
Deckenstuck
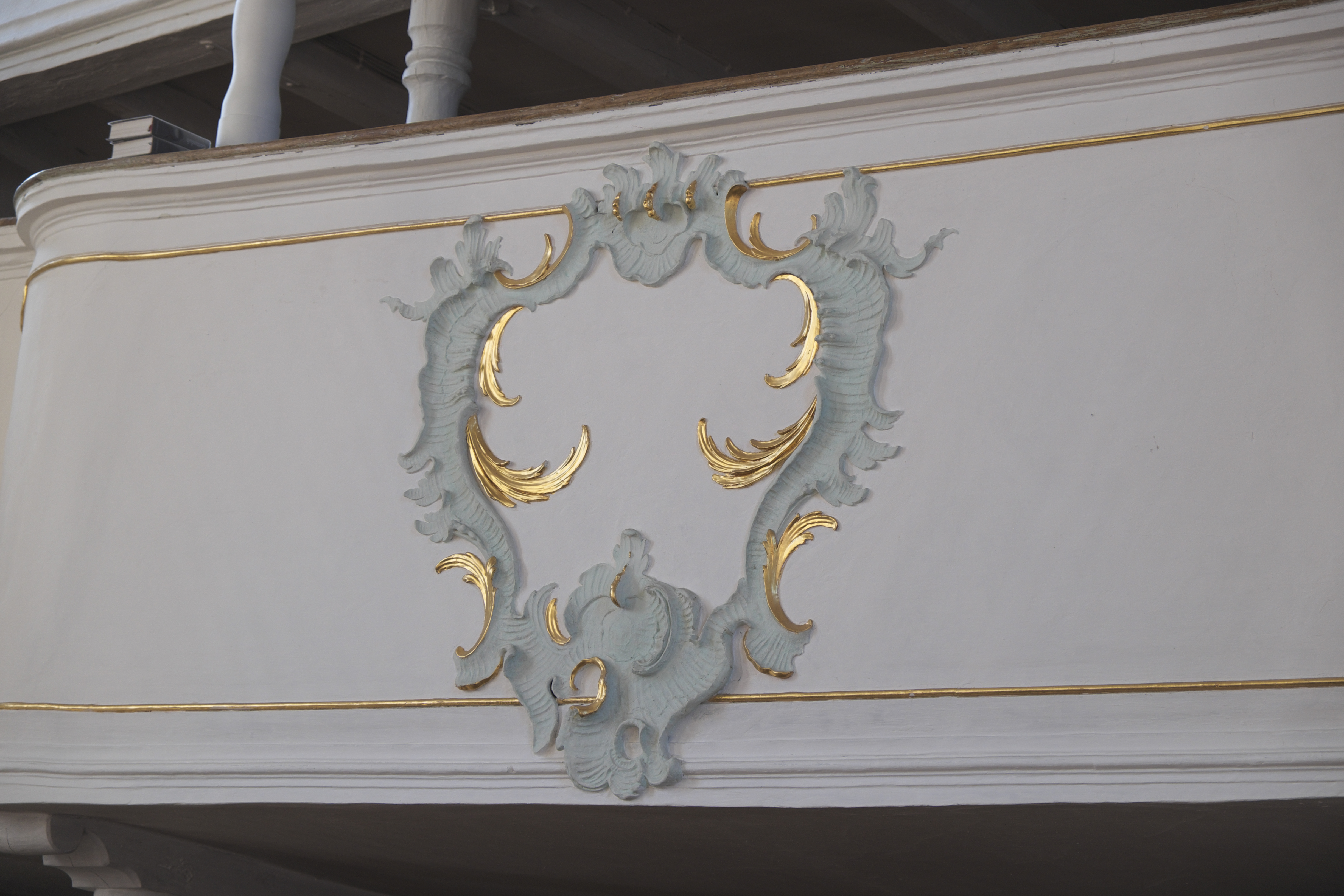
Rocaille an der Empore
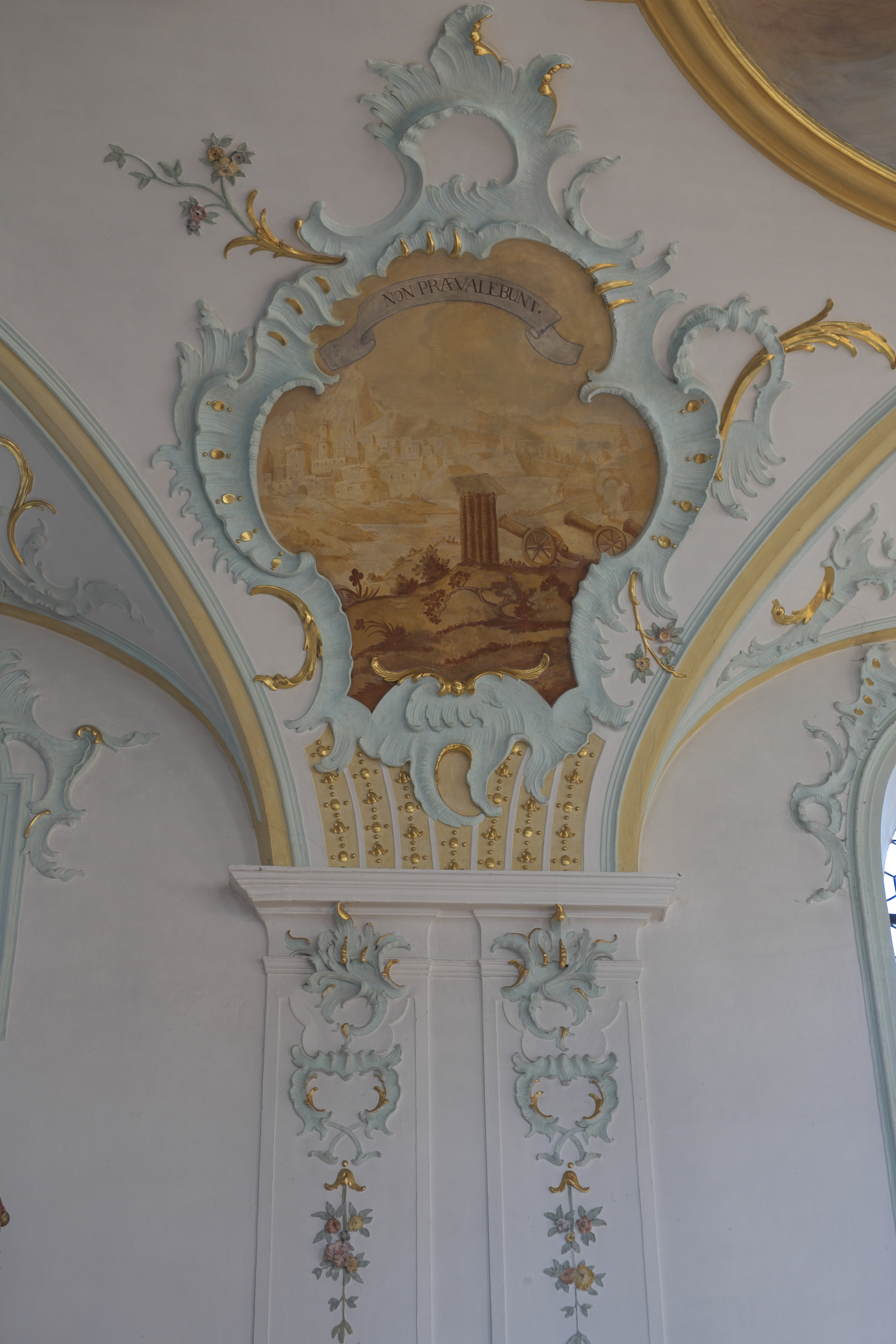
Stuckkartusche und Emblem

## Ausstattung

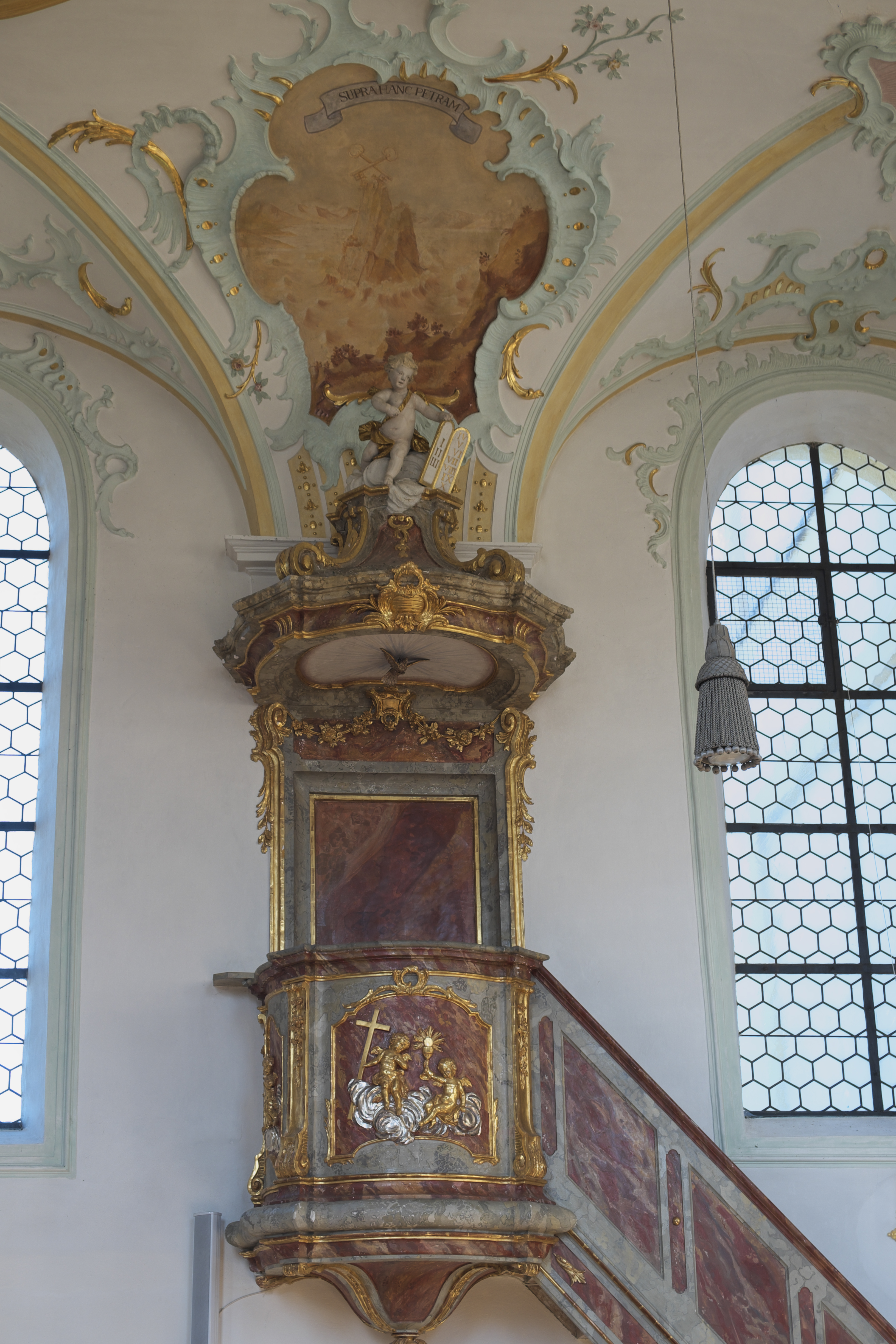
Kanzel

- Der zweisäulige Hochaltar aus Stuckmarmor ist eine Arbeit von Franz Xaver Schmuzer, die seitlichen Schnitzfiguren der Kirchenpatrone, der Apostel Petrus und Paulus, stammen von Franz Xaver Schmädl.
- Die klassizistischen Seitenaltäre, ebenfalls aus Stuckmarmor, wurden 1801 von dem Wessobrunner Stuckateur Michael Sporer geschaffen. Die beiden Altarblätter, links die Auferstehung Christi, rechts die Anbetung der Heiligen Drei Könige, wurden vermutlich von Sebastian Jaud ausgeführt. Die beiden Assistenzfiguren des rechten Altars stellen den heiligen Wendelin und die heilige Notburga dar. Am linken Altar stehen seitlich die Päpste Urban und Sylvester und auf der Mensa die spätgotische Schnitzfigur des heiligen Sebastian, die um 1480 datiert wird.
- Die marmorierte Rokokokanzel ist mit teilvergoldeten Reliefs von Putten verziert. Der Schalldeckel wird von einem Putto und den Gesetzestafeln bekrönt.
- Zwei Marmorepitaphien aus den Jahren 1779 und 1798 erinnern an einstige Pfarrherren.